# Anna Franckowiak
Anna Franckowiak (* 1983 in Wuppertal) ist eine deutsche Physikerin und Hochschullehrerin.

## Ausbildung
Nach dem Abitur 2002 am Gymnasium Bayreuther Straße in Elberfeld, studierte Franckowiak Physik an der Bergischen Universität Wuppertal. Sie schloss ihr Studium 2007 mit dem Diplom ab. 2011 promovierte sie an der Rheinischen Friedrich-Wilhelms-Universität Bonn mit einer Arbeit zum Thema Searching for High-energy Neutrinos from Supernovae with IceCube and an Optical Follow-Up Program bei Marek Kowalski.
Bereits während Franckowiak an ihrer Doktorarbeit schrieb und nach ihrer Promotion als Postdoc arbeitete sie am IceCube-Projekt mit. Als Postdoc verbrachte sie einige Zeit auf der Amundsen-Scott-Südpolstation, wo sie am Aufbau des IceCube-Neutrinoobservatoriums mitarbeitete. Sie war dafür zuständig, die kugelförmigen Licht-Empfangssonden an den Kabelsträngen zu befestigen. Sie untersuchte hochenergetische kosmische Neutrinos zur Erforschung der Verbindungen zwischen Jets, Gammablitzen und Supernovae.
Außerdem arbeitete sie am Stanford Linear Accelerator Center (SLAC) in Stanford (Kalifornien). Hier war sie Teil des Fermi-LAT-Teams und untersuchte mit Hilfe des Large Area Telescopes (LAT) des Fermi Gamma-ray Space Telescopes die Form und das Spektrum der Fermi-Blasen.

## Beruf
Franckowiak arbeitete von 2011 bis 2015 als wissenschaftliche Mitarbeiterin am Stanford Linear Accelerator Center (SLAC). Von 2015 bis 2020 gehörte sie zur wissenschaftlichen Arbeitsgruppe des Deutschen Elektronen-Synchrotrons (DESY) in Zeuthen. Von 2016 bis 2021 war sie dort Helmholtz-Nachwuchsgruppenleiterin. Seit 2020 ist Franckowiak Professorin für Multiwellenlängen-Astronomie an der Fakultät für Physik und Astronomie der Ruhr-Universität Bochum (RUB).

## Forschungsinteressen
Franckowiak forscht auf dem Gebiet der Multiwellenlängen- und Multimessenger-Astronomie. Neben der elektromagnetischen Strahlung bringen auch hochenergetische Teilchenströme und Gravitationswellen Informationen über Objekte und Vorgänge im Kosmos zu uns. Diesen Ansatz nutzt Franckowiak, um weit entfernte Objekte und Ereignisse zu entdecken und zu untersuchen.
Franckowiak ist Teilprojektleiterin folgender von der Deutschen Forschungsgemeinschaft geförderten Projekte:
- Multimessenger-Signaturen des Transportes galaktischer kosmischer Strahlung
- Multimessenger-Signaturen von Tidal Disruption Events[7]

Franckowiak ist an über 500 vielzitierten Publikationen zu diesen Themen beteiligt. Ihr h-Index liegt bei 90.

## Preise und Anerkennung
Franckowiaks Diplomarbeit wurde 2008 als beste Diplomarbeit des Jahres der Bergischen Universität Wuppertal ausgezeichnet. Auch ihre Doktorarbeit war 2012 die beste Doktorarbeit in Physik und Astronomie der Universität Bonn. 2013 bekam sie zusammen mit dem IceCube-Team den Preis Physics World Breakthrough of the Year der Zeitschrift Physics World. 2021 erhielt sie eine Förderung des Programms Scouting for Global Excellence der Ruhr-Universität Bochum.

## Vorträge
- Geheimnisvolle Partikel – Neue Erkenntnisse zu extremen Neutrinos auf YouTube, 26. Dezember 2024, abgerufen am 29. Dezember 2024.
- Anna Franckowiak: Multi-messenger Astronomy with high-energy Neutrinos auf YouTube, 2. November 2021, abgerufen am 29. Dezember 2024.
- Schwarzes Loch schreddert Stern auf YouTube, 7. Oktober 2021, abgerufen am 29. Dezember 2024.
- Anna Franckowiak Astroparticle and Cosmology Experiment auf YouTube, 11. Juni 2021, abgerufen am 29. Dezember 2024.
- Anna Franckowiak (DESY) über den Durchbruch für die Neutrino-Astronomie auf YouTube, 12. Juli 2018, abgerufen am 29. Dezember 2024.
- Can supernovas be sources of IceCube neutrinos? auf YouTube, 25. Oktober 2018, abgerufen am 29. Dezember 2024.
- Search for Ghost Particles at the South Pole auf YouTube, 6. Februar 2015, abgerufen am 29. Dezember 2024.

## Veröffentlichungen (Auswahl)
- Can astrophysical neutrinos trace the origin of the detected ultra-high energy cosmic rays? zusammen mit A. Palladino, A. van Vliet, W. Winter, Zeuthen: Deutsches Elektronen-Synchrotron, DESY, November 2019
- Eddington bias for cosmic neutrino sources zusammen mit N.L. Strotjohann, M. Kowalski, Zeuthen: Deutsches Elektronen-Synchrotron, DESY, 2018
- First search for dark matter annihilations in the Earth with the IceCube detector mit anderen, The European physical journal / C / Particles and fields Bd. 77, 8.2.2017, Nr. 2 online
- Search for annihilating dark matter in the Sun with 3 years of IceCube data mit anderen, The European physical journal / C / Particles and fields Bd. 77, 8.3.2017, Nr. 3 online
- Search for neutrinos from dark matter self-annihilations in the center of the Milky Way with 3 years of IceCube/DeepCore mit anderen, The European physical journal / C / Particles and fields Bd. 77, 20.9.2017, Nr. 9 online
- All-flavour search for neutrinos from dark matter annihilations in the Milky Way with IceCube/DeepCore mit anderen, The European physical journal / C / Particles and fields Bd. 76, 28.9.2016, Nr. 10 online
- Searching for High-energy Neutrinos from Supernovae with IceCube and an Optical Follow-Up Program, Universitäts- und Landesbibliothek Bonn, 2011 online